# Port lotniczy Atar
Port lotniczy Atar (IATA: ATR, ICAO: GQPA) - międzynarodowy port lotniczy położony w Atar, w regionie Adrar, w Mauretanii.